# Campanula luristanica
Campanula luristanica là loài thực vật có hoa trong họ Hoa chuông. Loài này được Freyn mô tả khoa học đầu tiên năm 1897.